# Copa Pan-Americana de Voleibol Feminino de 2015
O Copa Pan-Americana de Voleibol Feminino de 2015 foi a 14ª edição do torneio organizado pela União Pan-Americana de Voleibol (UPV), em parceria com a NORCECA e CSV, realizado no período de  13  a  21 de junho com as partidas realizadas  no Coliseo Eduardo Dibós e  Coliseo Almirante Miguel Grau, localizados nas cidades de Lima e Callao, respectivamente;  contou com a participação de doze países e com vagas para disputar a edição do Grand Prix de Voleibol de 2016
A Seleção Estadunidense conquistou seu quarto título na competição, alcançando Cuba na galeria de conquistas, ao vencer na final a Seleção Dominicana;e a ponteira do time campeão  Krista Vansant foi eleita a Melhor Jogadora (MVP) de toda competição.

## Seleções participantes
As seguintes seleções participaram da Copa Pan-Americana de Voleibol Feminino:
| Equipe               | Última participação |
| -------------------- | ------------------- |
| Peru                 | (Sede), 9º em 2014  |
| Argentina            | 4º em 2014          |
| Brasil               | 4º em 2013          |
| Canadá               | 6º em 2014          |
| Colômbia             | 7º em 2014          |
| Costa Rica           | 10º em 2014         |
| Cuba                 | 5º em 2014          |
| Estados Unidos       | 2º em 2014          |
| México               | 8º em 2014          |
| Porto Rico           | 3º em 2014          |
| República Dominicana | 1º em 2014          |
| Uruguai              | 11º em 2007         |

## Formato da disputa
As doze seleções foram divididas proporcionalmente em Grupos A e B, em cada grupo as seleções se enfrentam entre si, e ao final dos confrontos a melhor equipe de cada grupo classifica-se automaticamente para as semifinais; já as segundas e terceiras posições disputaram as quartas de final (cruzamento olímpico).
As equipes posicionadas na quarta e quinta posição de cada grupo disputaram as classificações do quinto ao décimo lugares e as sextas colocadas disputaram a décima primeira colocação.
Os perdedores das quartas de final disputaram as classificações do sétimo ao décimo lugares, já os  vencedores das quartas de final disputaram as semifinais e destes confrontos as melhores equipes fizeram a final e os perdedores a disputa do bronze.

## Fase classificatória
Classificação

## Grupo A
|     |                |     | Jogos | Jogos | Jogos | Resultados | Resultados | Resultados | Resultados | Resultados | Resultados | Sets | Sets | Sets   | Pontos | Pontos | Pontos |
| Pos | Equipe         | Pts | T     | V     | D     | 3–0        | 3–1        | 3–2        | 2–3        | 1–3        | 0–3        | V    | P    | R      | V      | P      | R      |
| --- | -------------- | --- | ----- | ----- | ----- | ---------- | ---------- | ---------- | ---------- | ---------- | ---------- | ---- | ---- | ------ | ------ | ------ | ------ |
| 1   | Estados Unidos | 15  | 5     | 5     | 0     | 4          | 1          | 0          | 0          | 0          | 0          | 15   | 1    | 15,000 | 398    | 242    | 1.645  |
| 2   | Argentina      | 10  | 5     | 4     | 1     | 1          | 1          | 2          | 0          | 0          | 1          | 12   | 8    | 1.500  | 435    | 405    | 1.074  |
| 3   | Porto Rico     | 10  | 5     | 3     | 2     | 3          | 0          | 0          | 1          | 0          | 1          | 11   | 6    | 1.833  | 380    | 342    | 1.111  |
| 4   | Colômbia       | 7   | 5     | 2     | 3     | 2          | 0          | 0          | 1          | 1          | 1          | 9    | 9    | 1,000  | 379    | 394    | 0.962  |
| 5   | México         | 3   | 5     | 1     | 4     | 1          | 0          | 0          | 0          | 1          | 3          | 4    | 12   | 0.333  | 325    | 378    | 0.860  |
| 6   | Costa Rica     | 0   | 5     | 0     | 5     | 0          | 0          | 0          | 0          | 0          | 5          | 0    | 15   | 0,000  | 221    | 377    | 0.586  |

Resultados
| 13 de junho de 2015 15:00 P2P3 | Argentina | 3 — 0             | Costa Rica | Coliseo Almirante Miguel Grau, Callao Público: 150 Árbitro(s): COL Mauricio Villafañe PUR David Reyes |
| 13 de junho de 2015 15:00 P2P3 | 25 27     | Set 1 Set 2 Set 3 | 14 25      | Coliseo Almirante Miguel Grau, Callao Público: 150 Árbitro(s): COL Mauricio Villafañe PUR David Reyes |

| 13 de junho de 2015 17:10 P2P3 | México   | 0 — 3             | Colômbia | Coliseo Almirante Miguel Grau, Callao Público: 200 Árbitro(s): DOM Yuri Ramirez CAN Scott Dziewirz |
| 13 de junho de 2015 17:10 P2P3 | 20 21 20 | Set 1 Set 2 Set 3 | 25       | Coliseo Almirante Miguel Grau, Callao Público: 200 Árbitro(s): DOM Yuri Ramirez CAN Scott Dziewirz |

| 13 de junho de 2015 19:05 P2P3 | Estados Unidos | 3 — 0             | Porto Rico | Coliseo Almirante Miguel Grau, Callao Público: 150 Árbitro(s): PER Walter Vera URU Fabián Carbajal |
| 13 de junho de 2015 19:05 P2P3 | 25             | Set 1 Set 2 Set 3 | 22 12 18   | Coliseo Almirante Miguel Grau, Callao Público: 150 Árbitro(s): PER Walter Vera URU Fabián Carbajal |

| 14 de junho de 2015 15:00 P2P3 | Colômbia   | 1 — 3                   | Estados Unidos | Coliseo Almirante Miguel Grau, Callao Público: 75 Árbitro(s): ARG Pablo Pérez MEX Daniel González |
| 14 de junho de 2015 15:00 P2P3 | 21 9 25 16 | Set 1 Set 2 Set 3 Set 4 | 25 23 25       | Coliseo Almirante Miguel Grau, Callao Público: 75 Árbitro(s): ARG Pablo Pérez MEX Daniel González |

| 14 de junho de 2015 17:20 P2P3 | Costa Rica | 0 — 3             | Porto Rico | Coliseo Almirante Miguel Grau, Callao Público: 150 Árbitro(s): URU Fabián Carbajal USA Hansen Leong |
| 14 de junho de 2015 17:20 P2P3 | 9 14 10    | Set 1 Set 2 Set 3 | 25         | Coliseo Almirante Miguel Grau, Callao Público: 150 Árbitro(s): URU Fabián Carbajal USA Hansen Leong |

| 14 de junho de 2015 19:00 P2P3 | Argentina | 3 — 1                   | México      | Coliseo Almirante Miguel Grau, Callao Público: 200 Árbitro(s): BRA Jediel de Carvalho PER Walter Vera |
| 14 de junho de 2015 19:00 P2P3 | 25 22 25  | Set 1 Set 2 Set 3 Set 4 | 20 13 25 18 | Coliseo Almirante Miguel Grau, Callao Público: 200 Árbitro(s): BRA Jediel de Carvalho PER Walter Vera |

| 15 de junho de 2015 15:00 P2P3 | Estados Unidos | 3 — 0             | Costa Rica | Coliseo Almirante Miguel Grau, Callao Público: 50 Árbitro(s): COL Mauricio Villafañe CUB Lourdes Pérez |
| 15 de junho de 2015 15:00 P2P3 | 25             | Set 1 Set 2 Set 3 | 11 9 5     | Coliseo Almirante Miguel Grau, Callao Público: 50 Árbitro(s): COL Mauricio Villafañe CUB Lourdes Pérez |

| 15 de junho de 2015 17:00 P2P3 | Colômbia       | 2 — 3                         | Argentina      | Coliseo Almirante Miguel Grau, Callao Público: 100 Árbitro(s): DOM Yuri Ramirez URU Fabián Carbajal |
| 15 de junho de 2015 17:00 P2P3 | 25 19 25 18 12 | Set 1 Set 2 Set 3 Set 4 Set 5 | 20 25 20 25 15 | Coliseo Almirante Miguel Grau, Callao Público: 100 Árbitro(s): DOM Yuri Ramirez URU Fabián Carbajal |

| 15 de junho de 2015 19:41 P2 | Porto Rico | 3 — 0             | México   | Coliseo Almirante Miguel Grau, Callao Público: 100 Árbitro(s): PER Walter Vera ARG Pablo Pérez |
| 15 de junho de 2015 19:41 P2 | 25 26 25   | Set 1 Set 2 Set 3 | 20 24 22 | Coliseo Almirante Miguel Grau, Callao Público: 100 Árbitro(s): PER Walter Vera ARG Pablo Pérez |

| 16 de junho de 2015 15:00 P2P3 | Costa Rica | 0 — 3             | Colômbia | Coliseo Almirante Miguel Grau, Callao Público: 50 Árbitro(s): BRA Jediel de Carvalho CUB Lourdes Pérez |
| 16 de junho de 2015 15:00 P2P3 | 18 23 14   | Set 1 Set 2 Set 3 | 25       | Coliseo Almirante Miguel Grau, Callao Público: 50 Árbitro(s): BRA Jediel de Carvalho CUB Lourdes Pérez |

| 16 de junho de 2015 17:00 P2P3 | México | 0 — 3             | Estados Unidos | Coliseo Almirante Miguel Grau, Callao Público: 100 Árbitro(s): URU Fabián Carbajal COL Mauricio Villafañe |
| 16 de junho de 2015 17:00 P2P3 | 13 17  | Set 1 Set 2 Set 3 | 25             | Coliseo Almirante Miguel Grau, Callao Público: 100 Árbitro(s): URU Fabián Carbajal COL Mauricio Villafañe |

| 16 de junho de 2015 19:00 P2P3 | Porto Rico  | 2 — 3                         | Argentina | Coliseo Almirante Miguel Grau, Callao Público: 100 Árbitro(s): MEX Daniel González CRC Tatiana Villalobos |
| 16 de junho de 2015 19:00 P2P3 | 22 20 25 10 | Set 1 Set 2 Set 3 Set 4 Set 5 | 25 22 15  | Coliseo Almirante Miguel Grau, Callao Público: 100 Árbitro(s): MEX Daniel González CRC Tatiana Villalobos |

| 17 de junho de 2015 15:00 P2P3 | México | 3 — 0             | Costa Rica | Coliseo Almirante Miguel Grau, Callao Público: 50 Árbitro(s): BRA Jediel de Carvalho USA Hansen Leong |
| 17 de junho de 2015 15:00 P2P3 | 25     | Set 1 Set 2 Set 3 | 15 20      | Coliseo Almirante Miguel Grau, Callao Público: 50 Árbitro(s): BRA Jediel de Carvalho USA Hansen Leong |

| 17 de junho de 2015 17:00 P2P3 | Colômbia | 0 — 3             | Porto Rico | Coliseo Almirante Miguel Grau, Callao Público: 125 Árbitro(s): CAN Scott Dziewirz URU Fabián Carbajal |
| 17 de junho de 2015 17:00 P2P3 | 22 16 21 | Set 1 Set 2 Set 3 | 25         | Coliseo Almirante Miguel Grau, Callao Público: 125 Árbitro(s): CAN Scott Dziewirz URU Fabián Carbajal |

| 17 de junho de 2015 19:00 P2P3 | Argentina | 0 — 3             | Estados Unidos | Coliseo Almirante Miguel Grau, Callao Público: 100 Árbitro(s): PER Walter Vera CUB Lourdes Pérez |
| 17 de junho de 2015 19:00 P2P3 | 18 11     | Set 1 Set 2 Set 3 | 25             | Coliseo Almirante Miguel Grau, Callao Público: 100 Árbitro(s): PER Walter Vera CUB Lourdes Pérez |

## Grupo B
|     |                      |     | Jogos | Jogos | Jogos | Resultados | Resultados | Resultados | Resultados | Resultados | Resultados | Sets | Sets | Sets  | Pontos | Pontos | Pontos |
| Pos | Equipe               | Pts | T     | V     | D     | 3–0        | 3–1        | 3–2        | 2–3        | 1–3        | 0–3        | V    | P    | R     | V      | P      | R      |
| --- | -------------------- | --- | ----- | ----- | ----- | ---------- | ---------- | ---------- | ---------- | ---------- | ---------- | ---- | ---- | ----- | ------ | ------ | ------ |
| 1   | República Dominicana | 14  | 5     | 5     | 0     | 2          | 2          | 1          | 0          | 0          | 0          | 15   | 4    | 3.750 | 447    | 357    | 1.252  |
| 2   | Cuba                 | 11  | 5     | 4     | 1     | 3          | 0          | 1          | 0          | 1          | 0          | 13   | 5    | 2.600 | 417    | 367    | 1.136  |
| 3   | Canadá               | 8   | 5     | 3     | 2     | 2          | 0          | 1          | 0          | 0          | 2          | 9    | 8    | 1.125 | 374    | 342    | 1.094  |
| 4   | Brasil               | 9   | 5     | 2     | 3     | 2          | 0          | 0          | 3          | 0          | 0          | 12   | 9    | 1.333 | 449    | 415    | 1.082  |
| 5   | Peru                 | 3   | 5     | 1     | 4     | 1          | 0          | 0          | 0          | 1          | 3          | 4    | 12   | 0.333 | 343    | 357    | 0.961  |
| 6   | Uruguai              | 0   | 5     | 0     | 5     | 0          | 0          | 0          | 0          | 0          | 5          | 0    | 15   | 0,000 | 183    | 375    | 0.488  |

Resultados
| 13 de junho de 2015 14:40 P2P3 | República Dominicana | 3 — 0             | Uruguai | Coliseo Eduardo Dibó, Lima Público: 500 Árbitro(s): CRC Tatiana Villalobos CUB Lourdes Pérez |
| 13 de junho de 2015 14:40 P2P3 | 25                   | Set 1 Set 2 Set 3 | 10 14 8 | Coliseo Eduardo Dibó, Lima Público: 500 Árbitro(s): CRC Tatiana Villalobos CUB Lourdes Pérez |

| 13 de junho de 2015 17:05 P2P3 | Peru     | 0 — 3             | Cuba | Coliseo Eduardo Dibó, Lima Público: 2 000 Árbitro(s): MEX Daniel González BRA Jediel de Carvalho |
| 13 de junho de 2015 17:05 P2P3 | 21 20 22 | Set 1 Set 2 Set 3 | 25   | Coliseo Eduardo Dibó, Lima Público: 2 000 Árbitro(s): MEX Daniel González BRA Jediel de Carvalho |

| 13 de junho de 2015 19:30 P2P3 | Brasil        | 2 — 3                         | Canadá         | Coliseo Almirante Miguel Grau, Callao Público: 2 500 Árbitro(s): USA Hansen Leong ARG Pablo Pérez |
| 13 de junho de 2015 19:30 P2P3 | 25 14 25 26 9 | Set 1 Set 2 Set 3 Set 4 Set 5 | 15 25 15 28 15 | Coliseo Almirante Miguel Grau, Callao Público: 2 500 Árbitro(s): USA Hansen Leong ARG Pablo Pérez |

| 14 de junho de 2015 14:00 P2P3 | Canadá | 3 — 0             | Uruguai | Coliseo Eduardo Dibó, Lima Público: 500 Árbitro(s): PUR David Reyes COL Mauricio Villafañe |
| 14 de junho de 2015 14:00 P2P3 | 25     | Set 1 Set 2 Set 3 | 16 9 13 | Coliseo Eduardo Dibó, Lima Público: 500 Árbitro(s): PUR David Reyes COL Mauricio Villafañe |

| 14 de junho de 2015 16:30 P2P3 | Cuba        | 3 — 2                         | Brasil      | Coliseo Eduardo Dibó, Lima Público: 2 000 Árbitro(s): CAN Scott Dziewirz DOM Yury Ramirez |
| 14 de junho de 2015 16:30 P2P3 | 25 20 22 16 | Set 1 Set 2 Set 3 Set 4 Set 5 | 15 23 25 14 | Coliseo Eduardo Dibó, Lima Público: 2 000 Árbitro(s): CAN Scott Dziewirz DOM Yury Ramirez |

| 14 de junho de 2015 19:20 P2P3 | Peru        | 1 — 3                   | República Dominicana | Coliseo Eduardo Dibó, Lima Público: 3 500 Árbitro(s): CUB Lourdes Pérez CRC Tatiana Villalobos |
| 14 de junho de 2015 19:20 P2P3 | 18 20 25 20 | Set 1 Set 2 Set 3 Set 4 | 25 22 25             | Coliseo Eduardo Dibó, Lima Público: 3 500 Árbitro(s): CUB Lourdes Pérez CRC Tatiana Villalobos |

| 15 de junho de 2015 14:00 P2P3 | Brasil | 3 — 0             | Uruguai  | Coliseo Eduardo Dibó, Lima Público: 250 Árbitro(s): CRC Tatiana Villalobos PUR David Reyes |
| 15 de junho de 2015 14:00 P2P3 | 25     | Set 1 Set 2 Set 3 | 15 13 14 | Coliseo Eduardo Dibó, Lima Público: 250 Árbitro(s): CRC Tatiana Villalobos PUR David Reyes |

| 15 de junho de 2015 16:30 P2P3 | Cuba        | 1 — 3                   | República Dominicana | Coliseo Eduardo Dibó, Lima Público: 750 Árbitro(s): CAN Scott Dziewirz MEX Daniel González |
| 15 de junho de 2015 16:30 P2P3 | 27 14 22 21 | Set 1 Set 2 Set 3 Set 4 | 25                   | Coliseo Eduardo Dibó, Lima Público: 750 Árbitro(s): CAN Scott Dziewirz MEX Daniel González |

| 15 de junho de 2015 19:05 P2P3 | Peru     | 0 — 3             | Canadá | Coliseo Eduardo Dibó, Lima Público: 1 000 Árbitro(s): USA Hansen Leong BRA Jediel de Carvalho |
| 15 de junho de 2015 19:05 P2P3 | 18 21 15 | Set 1 Set 2 Set 3 | 25     | Coliseo Eduardo Dibó, Lima Público: 1 000 Árbitro(s): USA Hansen Leong BRA Jediel de Carvalho |

| 16 de junho de 2015 14:00 P2P3 | Cuba | 3 — 0             | Uruguai | Coliseo Eduardo Dibó, Lima Público: 150 Árbitro(s): ARG Pablo Pérez USA Hansen Leong |
| 16 de junho de 2015 14:00 P2P3 | 25   | Set 1 Set 2 Set 3 | 16 5 20 | Coliseo Eduardo Dibó, Lima Público: 150 Árbitro(s): ARG Pablo Pérez USA Hansen Leong |

| 16 de junho de 2015 16:30 P2P3 | República Dominicana | 3 — 0             | Canadá   | Coliseo Eduardo Dibó, Lima Público: 750 Árbitro(s): PUR David Reyes} PER Walter Vera |
| 16 de junho de 2015 16:30 P2P3 | 25 26                | Set 1 Set 2 Set 3 | 19 22 24 | Coliseo Eduardo Dibó, Lima Público: 750 Árbitro(s): PUR David Reyes} PER Walter Vera |

| 16 de junho de 2015 19:00 P2P3 | Peru  | 0 — 3             | Brasil | Coliseo Eduardo Dibó, Lima Público: 2 500 Árbitro(s): DOM Yury Ramirez CAN Scott Dziewirz |
| 16 de junho de 2015 19:00 P2P3 | 28 20 | Set 1 Set 2 Set 3 | 30 25  | Coliseo Eduardo Dibó, Lima Público: 2 500 Árbitro(s): DOM Yury Ramirez CAN Scott Dziewirz |

| 17 de junho de 2015 14:00 P2P3 | Peru  | 0 — 3             | Brasil | Coliseo Eduardo Dibó, Lima Público: 300 Árbitro(s): MEX Daniel González ARG Pablo Pérez |
| 17 de junho de 2015 14:00 P2P3 | 21 20 | Set 1 Set 2 Set 3 | 25     | Coliseo Eduardo Dibó, Lima Público: 300 Árbitro(s): MEX Daniel González ARG Pablo Pérez |

| 17 de junho de 2015 16:30 P2P3 | República Dominicana | 3 — 2                         | Brasil         | Coliseo Eduardo Dibó, Lima Público: 600 Árbitro(s): CRC Tatiana Villalobos PUR David Reyes |
| 17 de junho de 2015 16:30 P2P3 | 16 18 25 15          | Set 1 Set 2 Set 3 Set 4 Set 5 | 25 25 17 16 10 | Coliseo Eduardo Dibó, Lima Público: 600 Árbitro(s): CRC Tatiana Villalobos PUR David Reyes |

| 17 de junho de 2015 19:25 P2P3 | Peru  | 3 — 0             | Uruguai | Coliseo Eduardo Dibó, Lima Público: 2 000 Árbitro(s): COL Mauricio Villafañe DOM Yury Ramirez |
| 17 de junho de 2015 19:25 P2P3 | 25 26 | Set 1 Set 2 Set 3 | 12 8 10 | Coliseo Eduardo Dibó, Lima Público: 2 000 Árbitro(s): COL Mauricio Villafañe DOM Yury Ramirez |

## Décimo primeiro lugar
Resultado
| 19 de junho de 2015 14:00 P2P3 | Costa Rica | 3 — 1                   | Uruguai     | Coliseo Almirante Miguel Grau, Callao Público: 50 Árbitro(s): ARG Pablo Pérez COL Mauricio Villafañe |
| 19 de junho de 2015 14:00 P2P3 | 22 25      | Set 1 Set 2 Set 3 Set 4 | 25 21 18 21 | Coliseo Almirante Miguel Grau, Callao Público: 50 Árbitro(s): ARG Pablo Pérez COL Mauricio Villafañe |

## Classificação do 7º ao 10º lugares
Resultados
| 19 de junho de 2015 16:30 P2P3 | Peru | 3 — 0             | Uruguai  | Coliseo Almirante Miguel Grau, Callao Público: 150 Árbitro(s): URU Fabián Carbajal CRC Tatiana Villalobos |
| 19 de junho de 2015 16:30 P2P3 | 25   | Set 1 Set 2 Set 3 | 19 17 21 | Coliseo Almirante Miguel Grau, Callao Público: 150 Árbitro(s): URU Fabián Carbajal CRC Tatiana Villalobos |

| 19 de junho de 2015 19:05 P2P3 | Colômbia    | 3 — 2                         | Peru           | Coliseo Almirante Miguel Grau, Callao Público: 600 Árbitro(s): PUR David Reyes CAN Scott Dziewirz |
| 19 de junho de 2015 19:05 P2P3 | 19 23 25 15 | Set 1 Set 2 Set 3 Set 4 Set 5 | 25 25 20 23 11 | Coliseo Almirante Miguel Grau, Callao Público: 600 Árbitro(s): PUR David Reyes CAN Scott Dziewirz |

## Quartas de final
Resultados
| 19 de junho de 2015 16:00 P2P3 | Argentina | 3 — 1                   | Canadá   | Coliseo Eduardo Dibó, Lima Público: 150 Árbitro(s): CUB Lourdes Pérez MEX Daniel González |
| 19 de junho de 2015 16:00 P2P3 | 25 23 25  | Set 1 Set 2 Set 3 Set 4 | 20 25 21 | Coliseo Eduardo Dibó, Lima Público: 150 Árbitro(s): CUB Lourdes Pérez MEX Daniel González |

| 19 de junho de 2015 18:45 P2P3 | Cuba           | 3 — 2                         | Porto Rico     | Coliseo Eduardo Dibó, Lima Público: 500 Árbitro(s): PER Walter Vera DOM Yuri Ramirez |
| 19 de junho de 2015 18:45 P2P3 | 25 23 29 23 16 | Set 1 Set 2 Set 3 Set 4 Set 5 | 19 25 27 25 14 | Coliseo Eduardo Dibó, Lima Público: 500 Árbitro(s): PER Walter Vera DOM Yuri Ramirez |

## Nono lugar
Resultado
| 20 de junho de 2015 17:05 P2P3 | México         | 2 — 3                         | Peru           | Coliseo Eduardo Dibó, Lima Público: 1 000 Árbitro(s): COL Mauricio Villafañe CUB Lourdes Pérez |
| 20 de junho de 2015 17:05 P2P3 | 22 25 20 25 15 | Set 1 Set 2 Set 3 Set 4 Set 5 | 25 20 25 18 17 | Coliseo Eduardo Dibó, Lima Público: 1 000 Árbitro(s): COL Mauricio Villafañe CUB Lourdes Pérez |

## Classificação do 5º ao 8º lugares
Resultados
| 20 de junho de 2015 17:00 P2P3 | Colômbia | 1 — 3                   | Canadá   | Coliseo Almirante Miguel Grau, Callao Público: 75 Árbitro(s): BRA Jediel de Carvalho URU Fabián Carbajal |
| 20 de junho de 2015 17:00 P2P3 |          | Set 1 Set 2 Set 3 Set 4 | 25 17 25 | Coliseo Almirante Miguel Grau, Callao Público: 75 Árbitro(s): BRA Jediel de Carvalho URU Fabián Carbajal |

| 20 de junho de 2015 19:18 P2P3 | Brasil | 1 — 3                   | Porto Rico | Coliseo Almirante Miguel Grau, Callao Público: 150 Árbitro(s): USA Hansen Leong ARG Pablo Pérez |
| 20 de junho de 2015 19:18 P2P3 |        | Set 1 Set 2 Set 3 Set 4 | 19 25      | Coliseo Almirante Miguel Grau, Callao Público: 150 Árbitro(s): USA Hansen Leong ARG Pablo Pérez |

## Semifinais
Resultados
| 20 de junho de 2015 14:30 P2P3 | Estados Unidos | 3 — 0             | Cuba     | Coliseo Eduardo Dibó, Lima Público: 400 Árbitro(s): DOM Yuri Ramirez PER Walter Vera |
| 20 de junho de 2015 14:30 P2P3 | 25             | Set 1 Set 2 Set 3 | 17 20 22 | Coliseo Eduardo Dibó, Lima Público: 400 Árbitro(s): DOM Yuri Ramirez PER Walter Vera |

| 20 de junho de 2015 20:05 P2P3 | República Dominicana | 3 — 1                   | Argentina   | Coliseo Eduardo Dibó, Lima Público: 1 250 Árbitro(s): CAN Scott Dziewirz MEX Daniel González |
| 20 de junho de 2015 20:05 P2P3 | 25 23 25             | Set 1 Set 2 Set 3 Set 4 | 23 20 25 21 | Coliseo Eduardo Dibó, Lima Público: 1 250 Árbitro(s): CAN Scott Dziewirz MEX Daniel González |

## Sétimo lugar
Resultado
| 21 de junho de 2015 15:00 P2P3 | Colômbia | 0 — 3             | Brasil | Coliseo Almirante Miguel Grau, Callao Público: 50 Árbitro(s): URU Fabián Carbajal PUR David Reyes |
| 21 de junho de 2015 15:00 P2P3 | 22 23 15 | Set 1 Set 2 Set 3 | 25     | Coliseo Almirante Miguel Grau, Callao Público: 50 Árbitro(s): URU Fabián Carbajal PUR David Reyes |

## Quinto lugar
Resultado
| 21 de junho de 2015 17:00 P2P3 | Canadá   | 3 — 1                   | Porto Rico  | Coliseo Almirante Miguel Grau, Callao Público: 100 Árbitro(s): CRC Tatiana Villalobos USA Hansen Leong |
| 21 de junho de 2015 17:00 P2P3 | 25 20 25 | Set 1 Set 2 Set 3 Set 4 | 21 23 25 23 | Coliseo Almirante Miguel Grau, Callao Público: 100 Árbitro(s): CRC Tatiana Villalobos USA Hansen Leong |

## Terceiro lugar
Resultado
| 21 de junho de 2015 17:00 P2P3 | Cuba  | 0 — 3             | Argentina | Coliseo Eduardo Dibó, Lima Público: 250 Árbitro(s): DOM Yury Ramirez PER Walter Vera |
| 21 de junho de 2015 17:00 P2P3 | 23 20 | Set 1 Set 2 Set 3 | 25        | Coliseo Eduardo Dibó, Lima Público: 250 Árbitro(s): DOM Yury Ramirez PER Walter Vera |

## Final
Resultado
| 21 de junho de 2015 19:05 P2P3 | Estados Unidos | 3 — 0             | República Dominicana | Coliseo Eduardo Dibó, Lima Público: 1 250 Árbitro(s): MEX Daniel González CAN Scott Dziewirz |
| 21 de junho de 2015 19:05 P2P3 | 25             | Set 1 Set 2 Set 3 | 20 15                | Coliseo Eduardo Dibó, Lima Público: 1 250 Árbitro(s): MEX Daniel González CAN Scott Dziewirz |